# Copa Perú 2003
La Copa Perú 2003 fue la edición número 31 en la historia de la competición y se disputó entre los meses de febrero y diciembre. El torneo otorgó un cupo al torneo de Primera División y finalizó el 18 de diciembre tras disputarse el partido de vuelta de la final que consagró como campeón a la Universidad César Vallejo. Con el título obtenido este club lograría el ascenso al Campeonato Descentralizado 2004.

## Etapa Regional
A esta fase clasificaron un equipo de cada departamento del Perú desde la llamada "Etapa Departamental". A estos se unen los descendidos del Campeonato Descentralizado 2002: Juan Aurich y Coopsol Trujillo.
Todos los equipos están divididos en 8 grupos por cercanía geográfica; cada equipo campeón clasificará a la Etapa Nacional. De estos 8 equipos campeones jugarán por cercanía geográfica partidos de knock-out (KO) de local y visita. El ganador de la Final asciende a Primera División 2004.

### Región I
| Departamento | Club               | Ciudad   |
| ------------ | ------------------ | -------- |
| Amazonas     | Banco de la Nación | Bagua    |
| Lambayeque   | Flamengo FBC       | Chiclayo |
| Lambayeque   | Juan Aurich        | Chiclayo |
| Piura        | Atlético Grau      | Piura    |
| Tumbes       | Sporting Pizarro   | Tumbes   |

#### Grupo A
| \| Jor. \| Fecha \| Ciudad \| Local \| Score \| Visitante \| \| ---- \| ---------- \| -------- \| -------------------------- \| ----- \| -------------------------- \| \| 1 \| 21-09-2003 \| Piura \| Atlético Grau de Piura \| 3-1 \| Sporting Pizarro de Tumbes \| \| 2 \| 28-09-2003 \| Tumbes \| Sporting Pizarro de Tumbes \| 1-0 \| Atlético Grau de Piura \| \| PO \| 08-10-2003 \| Chiclayo \| Atlético Grau de Piura \| 1-0 \| Sporting Pizarro de Tumbes \| |            |          |                            |       |                            |
| Jor. | Fecha      | Ciudad   | Local                      | Score | Visitante                  |
| 1 | 21-09-2003 | Piura    | Atlético Grau de Piura     | 3-1   | Sporting Pizarro de Tumbes |
| 2 | 28-09-2003 | Tumbes   | Sporting Pizarro de Tumbes | 1-0   | Atlético Grau de Piura     |
| PO | 08-10-2003 | Chiclayo | Atlético Grau de Piura     | 1-0   | Sporting Pizarro de Tumbes |

| Local ida     | Resultado | Local vuelta     | Ida   | Vuelta |
| ------------- | --------- | ---------------- | ----- | ------ |
| Atlético Grau | 3 - 2     | Sporting Pizarro | 3 - 1 | 0 - 1  |

Partido extra
|               | Resultado |                  |
| ------------- | --------- | ---------------- |
| Atlético Grau | 1 - 0     | Sporting Pizarro |

#### Grupo B
| \| Jor. \| Fecha \| Ciudad \| Local \| Score \| Visitante \| \| ---- \| ---------- \| -------- \| --------------------------- \| ----- \| --------------------------- \| \| 1 \| 21-09-2003 \| Chiclayo \| Juan Aurich \| 3-0 \| Banco de la Nación de Bagua \| \| 2 \| 28-09-2003 \| Bagua \| Banco de la Nación de Bagua \| 1-2 \| Flamengo FBC de Chiclayo \| \| 3 \| 05-10-2003 \| Chiclayo \| Flamengo FBC de Chiclayo \| 2-0 \| Juan Aurich \| \| 4 \| 08-10-2003 \| Bagua \| Banco de la Nación de Bagua \| 1-0 \| Juan Aurich \| \| 5 \| 12-10-2003 \| Chiclayo \| Flamengo FBC de Chiclayo \| 5-1 \| Banco de la Nación de Bagua \| \| 6 \| 19-10-2003 \| Chiclayo \| Juan Aurich \| 0-2 * \| Flamengo FBC de Chiclayo \| |            |          |                             |       |                             |
| Jor. | Fecha      | Ciudad   | Local                       | Score | Visitante                   |
| 1 | 21-09-2003 | Chiclayo | Juan Aurich                 | 3-0   | Banco de la Nación de Bagua |
| 2 | 28-09-2003 | Bagua    | Banco de la Nación de Bagua | 1-2   | Flamengo FBC de Chiclayo    |
| 3 | 05-10-2003 | Chiclayo | Flamengo FBC de Chiclayo    | 2-0   | Juan Aurich                 |
| 4 | 08-10-2003 | Bagua    | Banco de la Nación de Bagua | 1-0   | Juan Aurich                 |
| 5 | 12-10-2003 | Chiclayo | Flamengo FBC de Chiclayo    | 5-1   | Banco de la Nación de Bagua |
| 6 | 19-10-2003 | Chiclayo | Juan Aurich                 | 0-2 * | Flamengo FBC de Chiclayo    |

Nota: El Juan Aurich de Chiclayo no se presentó a jugar, por lo que al Flamengo FBC de Chiclayo le concedieron los 3 Puntos a su favor.
| Equipo             | PJ | PG | PE | PP | GF | GC | DG | Pts |
| ------------------ | -- | -- | -- | -- | -- | -- | -- | --- |
| Flamengo FBC       | 4  | 4  | 0  | 0  | 9  | 2  | +7 | 12  |
| Juan Aurich        | 4  | 1  | 0  | 3  | 3  | 3  | 0  | 3   |
| Banco de la Nación | 4  | 1  | 0  | 3  | 3  | 10 | -7 | 3   |

#### Final regional
| Local ida     | Resultado | Local vuelta | Ida   | Vuelta |
| ------------- | --------- | ------------ | ----- | ------ |
| Atlético Grau | 1 - 2     | Flamengo FBC | 1 - 1 | 0 - 1  |

### Región II
| Departamento | Club                             | Ciudad    |
| ------------ | -------------------------------- | --------- |
| Ancash       | José Gálvez FBC                  | Chimbote  |
| Cajamarca    | Universidad Técnica de Cajamarca | Cajamarca |
| La Libertad  | Universidad César Vallejo        | Trujillo  |
| La Libertad  | Sport Coopsol Trujillo           | Trujillo  |

| \| Jor. \| Fecha \| Ciudad \| Local \| Score \| Visitante \| \| ---- \| ---------- \| --------- \| ------------------------- \| ----- \| ------------------------- \| \| 1 \| 28-09-2003 \| Cajamarca \| UTC de Cajamarca \| 2-0 \| Sport Coopsol Trujillo \| \| 1 \| 28-09-2002 \| Chimbote \| José Gálvez FBC \| 1-1 \| Universidad César Vallejo \| \| 2 \| 04-10-2003 \| Trujillo \| Sport Coopsol Trujillo \| 2-2 \| José Gálvez FBC \| \| 2 \| 05-10-2002 \| Trujillo \| Universidad César Vallejo \| 1-0 \| UTC de Cajamarca \| \| 3 \| 08-10-2003 \| Chimbote \| José Gálvez FBC \| 1-0 \| UTC de Cajamarca \| \| 3 \| 08-10-2003 \| Trujillo \| Universidad César Vallejo \| 4-1 \| Sport Coopsol Trujillo \| \| 4 \| 11-10-2003 \| Trujillo \| Universidad César Vallejo \| 1-0 \| José Gálvez FBC \| \| 4 \| 12-10-2003 \| Trujillo \| Sport Coopsol Trujillo \| 1-2 \| UTC de Cajamarca \| \| 5 \| 19-10-2003 \| Cajamarca \| UTC de Cajamarca \| 1-3 \| Universidad César Vallejo \| \| 5 \| 19-10-2003 \| Chimbote \| José Gálvez FBC \| 5-0 \| Sport Coopsol Trujillo \| \| 6 \| 26-10-2003 \| Trujillo \| Sport Coopsol Trujillo \| 2-0 * \| Universidad César Vallejo \| \| 6 \| 26-10-2003 \| Cajamarca \| UTC de Cajamarca \| 2-0 * \| José Gálvez FBC \| |            |           |                           |       |                           |
| Jor. | Fecha      | Ciudad    | Local                     | Score | Visitante                 |
| 1 | 28-09-2003 | Cajamarca | UTC de Cajamarca          | 2-0   | Sport Coopsol Trujillo    |
| 1 | 28-09-2002 | Chimbote  | José Gálvez FBC           | 1-1   | Universidad César Vallejo |
| 2 | 04-10-2003 | Trujillo  | Sport Coopsol Trujillo    | 2-2   | José Gálvez FBC           |
| 2 | 05-10-2002 | Trujillo  | Universidad César Vallejo | 1-0   | UTC de Cajamarca          |
| 3 | 08-10-2003 | Chimbote  | José Gálvez FBC           | 1-0   | UTC de Cajamarca          |
| 3 | 08-10-2003 | Trujillo  | Universidad César Vallejo | 4-1   | Sport Coopsol Trujillo    |
| 4 | 11-10-2003 | Trujillo  | Universidad César Vallejo | 1-0   | José Gálvez FBC           |
| 4 | 12-10-2003 | Trujillo  | Sport Coopsol Trujillo    | 1-2   | UTC de Cajamarca          |
| 5 | 19-10-2003 | Cajamarca | UTC de Cajamarca          | 1-3   | Universidad César Vallejo |
| 5 | 19-10-2003 | Chimbote  | José Gálvez FBC           | 5-0   | Sport Coopsol Trujillo    |
| 6 | 26-10-2003 | Trujillo  | Sport Coopsol Trujillo    | 2-0 * | Universidad César Vallejo |
| 6 | 26-10-2003 | Cajamarca | UTC de Cajamarca          | 2-0 * | José Gálvez FBC           |

* Nota: Como Universidad César Vallejo ya había Clasificado, en la Última Fecha les concedieron 2 a 0 a favor de Los Equipos Locales.
| Equipo                    | PJ | PG | PE | PP | GF | GC | DG | Pts |
| ------------------------- | -- | -- | -- | -- | -- | -- | -- | --- |
| Universidad César Vallejo | 6  | 4  | 1  | 1  | 10 | 5  | +5 | 13  |
| UTC                       | 6  | 3  | 0  | 3  | 7  | 6  | +1 | 9   |
| José Gálvez               | 6  | 2  | 2  | 2  | 9  | 6  | +3 | 8   |
| Coopsol Trujillo          | 6  | 1  | 1  | 4  | 6  | 15 | -9 | 4   |

### Región III
| Departamento | Club                                        | Ciudad    |
| ------------ | ------------------------------------------- | --------- |
| Loreto       | Universidad Nacional de la Amazonía Peruana | Iquitos   |
| San Martín   | Deportivo Pesquero                          | Moyobamba |
| Ucayali      | Deportivo San Juan                          | Pucallpa  |

| \| Jor. \| Fecha \| Ciudad \| Local \| Score \| Visitante \| \| ---- \| ---------- \| --------- \| ------------------------------- \| ----- \| ------------------------------- \| \| 1 \| 28-09-2003 \| Moyobamba \| Deportivo Pesquero de Moyobamba \| 2-1 \| UNAP de Iquitos \| \| 2 \| 04-10-2003 \| Iquitos \| UNAP de Iquitos \| 1-0 \| Deportivo San Juan de Pucallpa \| \| 3 \| 12-10-2003 \| Moyobamba \| Deportivo Pesquero de Moyobamba \| 1-1 \| Deportivo San Juan de Pucallpa \| \| 4 \| 18-10-2003 \| Iquitos \| UNAP de Iquitos \| 2-1 \| Deportivo Pesquero de Moyobamba \| \| 5 \| 26-10-2003 \| Pucallpa \| Deportivo San Juan de Pucallpa \| 1-1 \| UNAP de Iquitos \| \| 6 \| 02-11-2003 \| Pucallpa \| Deportivo San Juan de Pucallpa \| 1-0 \| Deportivo Pesquero de Moyobamba \| |            |           |                                 |       |                                 |
| Jor. | Fecha      | Ciudad    | Local                           | Score | Visitante                       |
| 1 | 28-09-2003 | Moyobamba | Deportivo Pesquero de Moyobamba | 2-1   | UNAP de Iquitos                 |
| 2 | 04-10-2003 | Iquitos   | UNAP de Iquitos                 | 1-0   | Deportivo San Juan de Pucallpa  |
| 3 | 12-10-2003 | Moyobamba | Deportivo Pesquero de Moyobamba | 1-1   | Deportivo San Juan de Pucallpa  |
| 4 | 18-10-2003 | Iquitos   | UNAP de Iquitos                 | 2-1   | Deportivo Pesquero de Moyobamba |
| 5 | 26-10-2003 | Pucallpa  | Deportivo San Juan de Pucallpa  | 1-1   | UNAP de Iquitos                 |
| 6 | 02-11-2003 | Pucallpa  | Deportivo San Juan de Pucallpa  | 1-0   | Deportivo Pesquero de Moyobamba |

| Equipo             | PJ | PG | PE | PP | GF | GC | DG | Pts |
| ------------------ | -- | -- | -- | -- | -- | -- | -- | --- |
| Deportivo UNAP     | 4  | 2  | 1  | 1  | 5  | 4  | +1 | 7   |
| San Juan           | 4  | 1  | 2  | 1  | 3  | 3  | 0  | 5   |
| Deportivo Pesquero | 4  | 1  | 1  | 2  | 4  | 5  | -1 | 4   |

### Región IV
| Departamento | Club               | Ciudad |
| ------------ | ------------------ | ------ |
| Callao       | Deportivo Mórrope  | Callao |
| Ica          | Abraham Valdelomar | Ica    |
| Lima         | Nicolás de Piérola | Huacho |

| \| Jor. \| Fecha \| Ciudad \| Local \| Score \| Visitante \| \| ---- \| ---------- \| ------ \| ---------------------------- \| ----- \| ---------------------------- \| \| 1 \| 28-09-2003 \| Callao \| Deportivo Mórrope de Callao \| 0-2 \| Abraham Valdelomar de Ica \| \| 2 \| 05-10-2003 \| Huacho \| Nicolás de Piérola de Huacho \| 0-0 \| Deportivo Mórrope de Callao \| \| 3 \| 08-10-2003 \| Ica \| Abraham Valdelomar de Ica \| 3-2 \| Nicolás de Piérola de Huacho \| \| 4 \| 12-10-2003 \| Ica \| Abraham Valdelomar de Ica \| 3-0 \| Deportivo Mórrope de Callao \| \| 5 \| 19-10-2003 \| Callao \| Deportivo Mórrope de Callao \| 0-2 * \| Nicolás de Piérola de Huacho \| \| 6 \| 26-10-2003 \| Huacho \| Nicolás de Piérola de Huacho \| 0-0 \| Abraham Valdelomar de Ica \| |            |        |                              |       |                              |
| Jor. | Fecha      | Ciudad | Local                        | Score | Visitante                    |
| 1 | 28-09-2003 | Callao | Deportivo Mórrope de Callao  | 0-2   | Abraham Valdelomar de Ica    |
| 2 | 05-10-2003 | Huacho | Nicolás de Piérola de Huacho | 0-0   | Deportivo Mórrope de Callao  |
| 3 | 08-10-2003 | Ica    | Abraham Valdelomar de Ica    | 3-2   | Nicolás de Piérola de Huacho |
| 4 | 12-10-2003 | Ica    | Abraham Valdelomar de Ica    | 3-0   | Deportivo Mórrope de Callao  |
| 5 | 19-10-2003 | Callao | Deportivo Mórrope de Callao  | 0-2 * | Nicolás de Piérola de Huacho |
| 6 | 26-10-2003 | Huacho | Nicolás de Piérola de Huacho | 0-0   | Abraham Valdelomar de Ica    |

* Nota: Deportivo Mórrope de Callao no se presentó a jugar por lo que a Abraham Valdelomar de Ica le concedieron una victoria de 2 a 0.
| Equipo             | PJ | PG | PE | PP | GF | GC | DG | Pts |
| ------------------ | -- | -- | -- | -- | -- | -- | -- | --- |
| Abraham Valdelomar | 4  | 3  | 1  | 0  | 8  | 2  | +6 | 10  |
| Nicolás de Piérola | 4  | 1  | 2  | 1  | 4  | 3  | +1 | 5   |
| Deportivo Morrope  | 4  | 0  | 1  | 3  | 0  | 7  | -7 | 1   |

### Región V
| Departamento | Club                   | Ciudad         |
| ------------ | ---------------------- | -------------- |
| Huánuco      | León de Huánuco        | Huánuco        |
| Junin        | Echa Muni              | Pampas         |
| Pasco        | Columna San Juan Pasco | Cerro de Pasco |

| \| Jor. \| Fecha \| Ciudad \| Local \| Score \| Visitante \| \| ---- \| ---------- \| -------------- \| ---------------------------------- \| ----- \| ---------------------------------- \| \| 1 \| 28-09-2003 \| Huánuco \| León de Huánuco \| 2-0 \| Echa Muni de Pampas \| \| 2 \| 05-10-2003 \| Cerro de Pasco \| Columna San Juan de Cerro de Pasco \| 2-0 \| León de Huánuco \| \| 3 \| 08-10-2003 \| Pampas \| Echa Muni de Pampas \| 2-0 \| Columna San Juan de Cerro de Pasco \| \| 4 \| 12-10-2003 \| Pampas \| Echa Muni de Pampas \| 2-0 \| León de Huánuco \| \| 5 \| 19-10-2003 \| Huánuco \| León de Huánuco \| 0-0 \| Columna San Juan de Cerro de Pasco \| \| 6 \| 26-10-2003 \| Cerro de Pasco \| Columna San Juan de Cerro de Pasco \| 2-2 \| Echa Muni de Pampas \| |            |                |                                    |       |                                    |
| Jor. | Fecha      | Ciudad         | Local                              | Score | Visitante                          |
| 1 | 28-09-2003 | Huánuco        | León de Huánuco                    | 2-0   | Echa Muni de Pampas                |
| 2 | 05-10-2003 | Cerro de Pasco | Columna San Juan de Cerro de Pasco | 2-0   | León de Huánuco                    |
| 3 | 08-10-2003 | Pampas         | Echa Muni de Pampas                | 2-0   | Columna San Juan de Cerro de Pasco |
| 4 | 12-10-2003 | Pampas         | Echa Muni de Pampas                | 2-0   | León de Huánuco                    |
| 5 | 19-10-2003 | Huánuco        | León de Huánuco                    | 0-0   | Columna San Juan de Cerro de Pasco |
| 6 | 26-10-2003 | Cerro de Pasco | Columna San Juan de Cerro de Pasco | 2-2   | Echa Muni de Pampas                |

| Equipo          | PJ | PG | PE | PP | GF | GC | DG | Pts |
| --------------- | -- | -- | -- | -- | -- | -- | -- | --- |
| Echa Muni       | 4  | 2  | 1  | 1  | 6  | 4  | +2 | 7   |
| Columna Pasco   | 4  | 1  | 2  | 1  | 4  | 4  | 0  | 5   |
| León de Huánuco | 4  | 1  | 1  | 2  | 2  | 4  | -2 | 4   |

### Región VI
| Departamento | Club                | Ciudad       |
| ------------ | ------------------- | ------------ |
| Apurímac     | Deportivo Educación | Abancay      |
| Ayacucho     | Juventud Gloria     | Ayacucho     |
| Huancavelica | Diablos Rojos       | Huancavelica |

| \| Jor. \| Fecha \| Ciudad \| Local \| Score \| Visitante \| \| ---- \| ---------- \| ------------ \| ----------------------------- \| ---------- \| ----------------------------- \| \| 1 \| 28-09-2003 \| Abancay \| DEA de Abancay \| 4-2 \| Juventud Gloria de Ayacucho \| \| 2 \| 05-10-2003 \| Ayacucho \| Juventud Gloria de Ayacucho \| 4-1 \| Diablos Rojos de Huancavelica \| \| 3 \| 12-10-2003 \| Huancavelica \| Diablos Rojos de Huancavelica \| 1-1 \| DEA de Abancay \| \| 4 \| 19-10-2003 \| Ayacucho \| Juventud Gloria de Ayacucho \| 0-1 \| DEA de Abancay \| \| 5 \| 26-10-2003 \| Huancavelica \| Diablos Rojos de Huancavelica \| 0-4 \| Juventud Gloria de Ayacucho \| \| 6 \| 02-11-2003 \| Abancay \| DEA de Abancay \| No se jugó \| Diablos Rojos de Huancavelica \| |            |              |                               |            |                               |
| Jor. | Fecha      | Ciudad       | Local                         | Score      | Visitante                     |
| 1 | 28-09-2003 | Abancay      | DEA de Abancay                | 4-2        | Juventud Gloria de Ayacucho   |
| 2 | 05-10-2003 | Ayacucho     | Juventud Gloria de Ayacucho   | 4-1        | Diablos Rojos de Huancavelica |
| 3 | 12-10-2003 | Huancavelica | Diablos Rojos de Huancavelica | 1-1        | DEA de Abancay                |
| 4 | 19-10-2003 | Ayacucho     | Juventud Gloria de Ayacucho   | 0-1        | DEA de Abancay                |
| 5 | 26-10-2003 | Huancavelica | Diablos Rojos de Huancavelica | 0-4        | Juventud Gloria de Ayacucho   |
| 6 | 02-11-2003 | Abancay      | DEA de Abancay                | No se jugó | Diablos Rojos de Huancavelica |

| Equipo                        | PJ | PG | PE | PP | GF | GC | DG | Pts |
| ----------------------------- | -- | -- | -- | -- | -- | -- | -- | --- |
| DEA de Abancay                | 3  | 2  | 1  | 0  | 6  | 3  | +3 | 7   |
| Juventud Gloria de Ayacucho   | 4  | 2  | 0  | 2  | 10 | 6  | +4 | 6   |
| Diablos Rojos de Huancavelica | 3  | 0  | 1  | 2  | 2  | 9  | -7 | 1   |

### Región VII
| Departamento  | Club                  | Ciudad           |
| ------------- | --------------------- | ---------------- |
| Cusco         | Deportivo Garcilaso   | Cusco            |
| Madre de Dios | Atlético Porteño      | Puerto Maldonado |
| Puno          | Franciscano San Román | Juliaca          |

| \| Jor. \| Fecha \| Ciudad \| Local \| Score \| Visitante \| \| ---- \| ---------- \| ---------------- \| ------------------------------------ \| ----- \| ------------------------------------ \| \| 1 \| 28-09-2003 \| Puerto Maldonado \| Atlético Porteño de Puerto Maldonado \| 1-0 \| Deportivo Garcilaso de Cusco \| \| 2 \| 04-10-2003 \| Cusco \| Deportivo Garcilaso de Cusco \| 1-0 \| Franciscano San Román de Juliaca \| \| 3 \| 12-10-2003 \| Juliaca \| Franciscano San Román de Juliaca \| 8-0 \| Atlético Porteño de Puerto Maldonado \| \| 4 \| 19-10-2003 \| Cusco \| Deportivo Garcilaso de Cusco \| 1-0 \| Atlético Porteño de Puerto Maldonado \| \| 5 \| 26-10-2003 \| Juliaca \| Franciscano San Román de Juliaca \| 0-0 \| Deportivo Garcilaso de Cusco \| \| 6 \| 02-11-2003 \| Puerto Maldonado \| Atlético Porteño de Puerto Maldonado \| 1-2 \| Franciscano San Román de Juliaca \| \| PO \| 05-11-2003 \| Juliaca \| Deportivo Garcilaso de Cusco \| 3-2 \| Franciscano San Román de Juliaca \| |            |                  |                                      |       |                                      |
| Jor. | Fecha      | Ciudad           | Local                                | Score | Visitante                            |
| 1 | 28-09-2003 | Puerto Maldonado | Atlético Porteño de Puerto Maldonado | 1-0   | Deportivo Garcilaso de Cusco         |
| 2 | 04-10-2003 | Cusco            | Deportivo Garcilaso de Cusco         | 1-0   | Franciscano San Román de Juliaca     |
| 3 | 12-10-2003 | Juliaca          | Franciscano San Román de Juliaca     | 8-0   | Atlético Porteño de Puerto Maldonado |
| 4 | 19-10-2003 | Cusco            | Deportivo Garcilaso de Cusco         | 1-0   | Atlético Porteño de Puerto Maldonado |
| 5 | 26-10-2003 | Juliaca          | Franciscano San Román de Juliaca     | 0-0   | Deportivo Garcilaso de Cusco         |
| 6 | 02-11-2003 | Puerto Maldonado | Atlético Porteño de Puerto Maldonado | 1-2   | Franciscano San Román de Juliaca     |
| PO | 05-11-2003 | Juliaca          | Deportivo Garcilaso de Cusco         | 3-2   | Franciscano San Román de Juliaca     |

| Equipo                | PJ | PG | PE | PP | GF | GC | DG | Pts |
| --------------------- | -- | -- | -- | -- | -- | -- | -- | --- |
| Deportivo Garcilaso   | 5  | 3  | 1  | 1  | 5  | 3  | +2 | 10  |
| Franciscano San Román | 5  | 2  | 1  | 4  | 12 | 5  | +7 | 7   |
| Atlético Porteño      | 4  | 1  | 0  | 3  | 2  | 11 | -9 | 3   |

### Región VIII
| Departamento | Club              | Ciudad   |
| ------------ | ----------------- | -------- |
| Arequipa     | Sportivo Huracán  | Arequipa |
| Moquegua     | Deportivo Enersur | Ilo      |
| Tacna        | Mariscal Miller   | Tacna    |

| \| Jor. \| Fecha \| Estadio \| Ciudad \| Local \| Score \| Visitante \| \| ---- \| ---------- \| -------------- \| -------- \| ---------------------------- \| ----- \| ---------------------------- \| \| 1º \| 28-09-2003 \| Mariscal Nieto \| Ilo \| Deportivo Enersur de Ilo \| 1-1 \| Mariscal Miller de Tacna \| \| 2º \| 05-10-2003 \| Jorge Basadre \| Tacna \| Mariscal Miller de Tacna \| 1-0 \| Sportivo Huracán de Arequipa \| \| 3º \| 12-10-2003 \| Mariscal Nieto \| Ilo \| Deportivo Enersur de Ilo \| 1-0 \| Sportivo Huracán de Arequipa \| \| 4º \| 19-10-2003 \| Jorge Basadre \| Tacna \| Mariscal Miller de Tacna \| 1-1 \| Deportivo Enersur de Ilo \| \| 5º \| 26-10-2003 \| Mariano Melgar \| Arequipa \| Sportivo Huracán de Arequipa \| 2-0 \| Mariscal Miller de Tacna \| \| 6º \| 02-11-2003 \| Mariano Melgar \| Arequipa \| Sportivo Huracán de Arequipa \| 1-1 \| Deportivo Enersur de Ilo \| |            |                |          |                              |       |                              |
| Jor. | Fecha      | Estadio        | Ciudad   | Local                        | Score | Visitante                    |
| 1º | 28-09-2003 | Mariscal Nieto | Ilo      | Deportivo Enersur de Ilo     | 1-1   | Mariscal Miller de Tacna     |
| 2º | 05-10-2003 | Jorge Basadre  | Tacna    | Mariscal Miller de Tacna     | 1-0   | Sportivo Huracán de Arequipa |
| 3º | 12-10-2003 | Mariscal Nieto | Ilo      | Deportivo Enersur de Ilo     | 1-0   | Sportivo Huracán de Arequipa |
| 4º | 19-10-2003 | Jorge Basadre  | Tacna    | Mariscal Miller de Tacna     | 1-1   | Deportivo Enersur de Ilo     |
| 5º | 26-10-2003 | Mariano Melgar | Arequipa | Sportivo Huracán de Arequipa | 2-0   | Mariscal Miller de Tacna     |
| 6º | 02-11-2003 | Mariano Melgar | Arequipa | Sportivo Huracán de Arequipa | 1-1   | Deportivo Enersur de Ilo     |

| Equipo                       | PJ | PG | PE | PP | GF | GC | DG | Pts |
| ---------------------------- | -- | -- | -- | -- | -- | -- | -- | --- |
| Deportivo Enersur de Ilo     | 4  | 1  | 3  | 0  | 4  | 3  | +1 | 6   |
| Mariscal Miller de Tacna     | 4  | 1  | 2  | 1  | 3  | 4  | -1 | 5   |
| Sportivo Huracán de Arequipa | 4  | 1  | 1  | 2  | 3  | 3  | 0  | 4   |

## Etapa Nacional

### Cuartos de final
| Local ida                 | Resultado global | Local vuelta                  | Ida   | Vuelta |
| ------------------------- | ---------------- | ----------------------------- | ----- | ------ |
| Universidad César Vallejo | 5 - 2            | Flamengo FBC de Chiclayo      | 2 - 0 | 3 - 2  |
| Deportivo UNAP de Iquitos | 1 - 3            | Abraham Valdelomar de Ica     | 1 - 1 | 0 - 2  |
| Echa Muni de Pampas       | 4 - 4            | DEA de Abancay                | 3 - 2 | 1 - 2  |
| Deportivo Enersur de Ilo  | 2 - 2            | Deportivo Garcilaso del Cusco | 2 - 1 | 0 - 1  |

Partidos extra
|                          | Resultado    |                               |
| ------------------------ | ------------ | ----------------------------- |
| Echa Muni de Pampas      | 1 - 3        | DEA de Abancay                |
| Deportivo Enersur de Ilo | 1 - 1 (4-3p) | Deportivo Garcilaso del Cusco |

| \| Jor. \| Fecha \| Estadio \| Ciudad \| Local \| Score \| Visitante \| \| ---- \| ---------- \| --------------- \| -------- \| ----------------------------- \| ----------- \| ----------------------------- \| \| 1 \| 09-11-2003 \| Mansiche \| Trujillo \| Universidad César Vallejo \| 2-0 \| Flamengo FBC de Chiclayo \| \| 1 \| 15-11-2003 \| Elías Aguirre \| Chiclayo \| Flamengo FBC de Chiclayo \| 2-3 \| Universidad César Vallejo \| \| 2 \| 09-11-2003 \| Max Augustín \| Iquitos \| Deportivo UNAP de Iquitos \| 1-1 \| Abraham Valdelomar de Ica \| \| 2 \| 15-11-2003 \| Picasso Peratta \| Ica \| Abraham Valdelomar de Ica \| 2-0 \| Deportivo UNAP de Iquitos \| \| 3 \| 09-11-2003 \| IV Centenario \| Huancayo \| Echa Muni de Pampas \| 3-2 \| DEA de Abancay \| \| 3 \| 15-11-2003 \| Condebamba \| Abancay \| DEA de Abancay \| 2-1 \| Echa Muni de Pampas \| \| 3 \| 18-11-2003 \| Nacional \| Lima \| DEA de Abancay \| 3-1 \| Echa Muni de Pampas \| \| 4 \| 09-11-2003 \| Mariscal Nieto \| Ilo \| Deportivo Enersur de Ilo \| 2-1 \| Deportivo Garcilaso del Cusco \| \| 4 \| 15-11-2003 \| Garcilaso \| Cusco \| Deportivo Garcilaso del Cusco \| 1-0 \| Deportivo Enersur de Ilo \| \| 4 \| 18-11-2003 \| Nacional \| Lima \| Deportivo Garcilaso del Cusco \| 1(3p)-1(4p) \| Deportivo Enersur de Ilo \| |            |                 |          |                               |             |                               |
| Jor. | Fecha      | Estadio         | Ciudad   | Local                         | Score       | Visitante                     |
| 1 | 09-11-2003 | Mansiche        | Trujillo | Universidad César Vallejo     | 2-0         | Flamengo FBC de Chiclayo      |
| 1 | 15-11-2003 | Elías Aguirre   | Chiclayo | Flamengo FBC de Chiclayo      | 2-3         | Universidad César Vallejo     |
| 2 | 09-11-2003 | Max Augustín    | Iquitos  | Deportivo UNAP de Iquitos     | 1-1         | Abraham Valdelomar de Ica     |
| 2 | 15-11-2003 | Picasso Peratta | Ica      | Abraham Valdelomar de Ica     | 2-0         | Deportivo UNAP de Iquitos     |
| 3 | 09-11-2003 | IV Centenario   | Huancayo | Echa Muni de Pampas           | 3-2         | DEA de Abancay                |
| 3 | 15-11-2003 | Condebamba      | Abancay  | DEA de Abancay                | 2-1         | Echa Muni de Pampas           |
| 3 | 18-11-2003 | Nacional        | Lima     | DEA de Abancay                | 3-1         | Echa Muni de Pampas           |
| 4 | 09-11-2003 | Mariscal Nieto  | Ilo      | Deportivo Enersur de Ilo      | 2-1         | Deportivo Garcilaso del Cusco |
| 4 | 15-11-2003 | Garcilaso       | Cusco    | Deportivo Garcilaso del Cusco | 1-0         | Deportivo Enersur de Ilo      |
| 4 | 18-11-2003 | Nacional        | Lima     | Deportivo Garcilaso del Cusco | 1(3p)-1(4p) | Deportivo Enersur de Ilo      |

### Semifinal
| Local ida                 | Resultado global | Local vuelta                          | Ida   | Vuelta |
| ------------------------- | ---------------- | ------------------------------------- | ----- | ------ |
| Abraham Valdelomar de Ica | 1 - 5            | Universidad César Vallejo de Trujillo | 1 - 1 | 0 - 4  |
| DEA de Abancay            | 2 - 1            | Deportivo Enersur de Ilo              | 1 - 1 | 1 - 0  |

| \| Jor. \| Fecha \| Estadio \| Ciudad \| Local \| Score \| Visitante \| \| ---- \| ---------- \| --------------- \| -------- \| ------------------------- \| ----- \| ------------------------- \| \| 1 \| 23-11-2003 \| Picasso Peratta \| Ica \| Abraham Valdelomar de Ica \| 1-1 \| Universidad César Vallejo \| \| 1 \| 30-11-2003 \| Mansiche \| Trujillo \| Universidad César Vallejo \| 4-0 \| Abraham Valdelomar de Ica \| \| 2 \| 23-11-2003 \| Condebamba \| Abancay \| DEA de Abancay \| 1-1 \| Deportivo Enersur de Ilo \| \| 2 \| 30-11-2003 \| Mariscal Nieto \| Ilo \| Deportivo Enersur de Ilo \| 0-1 \| DEA de Abancay \| |            |                 |          |                           |       |                           |
| Jor. | Fecha      | Estadio         | Ciudad   | Local                     | Score | Visitante                 |
| 1 | 23-11-2003 | Picasso Peratta | Ica      | Abraham Valdelomar de Ica | 1-1   | Universidad César Vallejo |
| 1 | 30-11-2003 | Mansiche        | Trujillo | Universidad César Vallejo | 4-0   | Abraham Valdelomar de Ica |
| 2 | 23-11-2003 | Condebamba      | Abancay  | DEA de Abancay            | 1-1   | Deportivo Enersur de Ilo  |
| 2 | 30-11-2003 | Mariscal Nieto  | Ilo      | Deportivo Enersur de Ilo  | 0-1   | DEA de Abancay            |

### Final
| Local ida                             | Resultado global | Local vuelta   | Ida   | Vuelta |
| ------------------------------------- | ---------------- | -------------- | ----- | ------ |
| Universidad César Vallejo de Trujillo | 3 - 2            | DEA de Abancay | 3 - 1 | 0 - 1  |

Partido extra
|                                                                                   | Resultado |                |
| --------------------------------------------------------------------------------- | --------- | -------------- |
| Universidad César Vallejo de Trujillo Paul Ramos 15', 32', 88' Ricardo Caldas 60' | 4 - 0     | DEA de Abancay |

| \| Jor. \| Fecha \| Estadio \| Ciudad \| Local \| Score \| Visitante \| \| ---- \| ---------- \| ---------- \| -------- \| ------------------------------------- \| ----- \| ------------------------------------- \| \| 1 \| 07-12-2003 \| Mansiche \| Trujillo \| Universidad César Vallejo de Trujillo \| 3-1 \| DEA de Abancay \| \| 1 \| 14-12-2003 \| Condebamba \| Abancay \| DEA de Abancay \| 1-0 \| Universidad César Vallejo de Trujillo \| \| 1 \| 21-12-2003 \| Nacional \| Lima \| Universidad César Vallejo de Trujillo \| 4-0 \| DEA de Abancay \| |            |            |          |                                       |       |                                       |
| Jor. | Fecha      | Estadio    | Ciudad   | Local                                 | Score | Visitante                             |
| 1 | 07-12-2003 | Mansiche   | Trujillo | Universidad César Vallejo de Trujillo | 3-1   | DEA de Abancay                        |
| 1 | 14-12-2003 | Condebamba | Abancay  | DEA de Abancay                        | 1-0   | Universidad César Vallejo de Trujillo |
| 1 | 21-12-2003 | Nacional   | Lima     | Universidad César Vallejo de Trujillo | 4-0   | DEA de Abancay                        |

| Campeón                              |
| Universidad César Vallejo 1.º título |